# Гиззатуллин (фамилия)
Гиззату́ллин (баш. Ғиззәтуллин/Ğizzätullin, тат. Гыйззәтуллин/Ğizzätullin) — башкирская, татарская и казахская фамилия. Происходит от тюркского мужского имени Гиззатулла башк. Ғиззәтулла/Ğizzätulla, тат. Гыйззәтулла/Ğizzätulla, каз. Ғиззатолла . Имеет женскую форму Гиззату́ллина.

## Значение фамилии
Это тюркское имя состоит из двух частей и образовано от древнего арабского имени Иззатулла.
Первая основа «Гыйззәт» / «Ғиззәт» произошла от арабского слова Izzat (араб. عِزَّتْ, Иззат) и означает:
1. уважение, почет, близкое к сердцу душе, духовная близость
2. сила, мощь, могущество
3. звание, чин, ранг.

Вторая основа «Улла» этого имени восходит к арабскому слову Ullah, которая переводится как «Аллах» или «Бог». Таким образом, имя в целом переводится так: «могущество, мощь, уважение Аллаха».
Такие имена издревле были популярными среди правоверных мусульман, что объясняется указанием мусульманского пророка Абуль-Касим Мухаммада ибн Абдуллах (570—632), содержащимся в главной священной книге мусульман — Коране: «В день суда призовут вас по именам вашим, выбирайте лучшие имена». Несомненно, что лучшими считались те имена, которые имели отношение к религии — Исламу и должны были стать для маленького продолжателя рода знаком великого предназначения.

## История фамилии
Фамилия Гиззатуллин имеет свою историю и принадлежит к распространенному в России и странах СНГ к числу семейных именований тюркского происхождения. У мусульман Российской империи до начала XX века сохранялась особая система именования и записей не похожая на славянскую, которая позволяла потомкам сохранять и передавать свою родословную из века в век. Но в 20-х годах XX века они под влиянием советской власти вынуждены были приобретать семейные именования, соответствующие русской модели создания фамилий — путем прибавления суффиксов -ов/-ев или -ин к старинным тюркским именам. В этот период и появилось множество молодых тюркских родовых именований — фамилий, которые образовывались по навязанной русской модели на основе традиционных тюркских, арабских и персидских мусульманских имен.